# Amastus erebella
Amastus erebella är en fjärilsart som beskrevs av J. Peter Maassen 1890. Amastus erebella ingår i släktet Amastus och familjen björnspinnare. Inga underarter finns listade i Catalogue of Life.